# Mabel Vernon
Mabel Vernon (Wilmington, 19 settembre 1883 – Washington, 2 settembre 1975) è stata una pacifista e una suffragetta statunitense e una leader nazionale nel Movimento per il suffragio femminile negli Stati Uniti. Era quacchera e membro della National American Woman Suffrage Association. Fu ispirata dai metodi usati dalla Women's Social and Political Union in Gran Bretagna. La Vernon è stata uno dei membri principali della Congressional Union for Women Suffrage (CUWS) insieme a Olympia Brown, Inez Milholland, Crystal Eastman, Lucy Burns e Alice Paul e contribuì a organizzare le proteste delle Silent Sentinels che prevedevano picchettaggi quotidiani contro la presidenza di Woodrow Wilson alla Casa Bianca.

## Biografia

### Primi anni e istruzione
Mabel Vernon nacque il 19 settembre 1883 a Wilmington, nel Delaware. Si diplomò alla Wilmington Friends School nel 1901 e continuò a frequentare lo Swarthmore College dove era un anno avanti rispetto ad Alice Paul. La Vernon si laureò a Swarthmore nel 1906. Poi divenne insegnante alla Radnor High School di Wayne, in Pennsylvania, dove insegnò latino e tedesco.

### L'organizzazione per il suffragio femminile
La Vernon partecipò al congresso del 1912 della National American Woman Suffrage Association, dove era un'accompagnatrice. Fu la prima organizzatrice pagata reclutata da Alice Paul. La Vernon si unì a Lucy Burns e alla Paul come parte del Comitato congressuale della NAWSA per organizzare la Woman Suffrage Parade del 1913 che avrebbe avuto luogo nel marzo successivo, dove sarebbe coincisa con l'insediamento di Woodrow Wilson. Durante l'estate del 1913 Mabel Vernon ed Edith Marsden fecero una campagna per il suffragio nel Rhode Island, nel New Jersey e a Long Island.

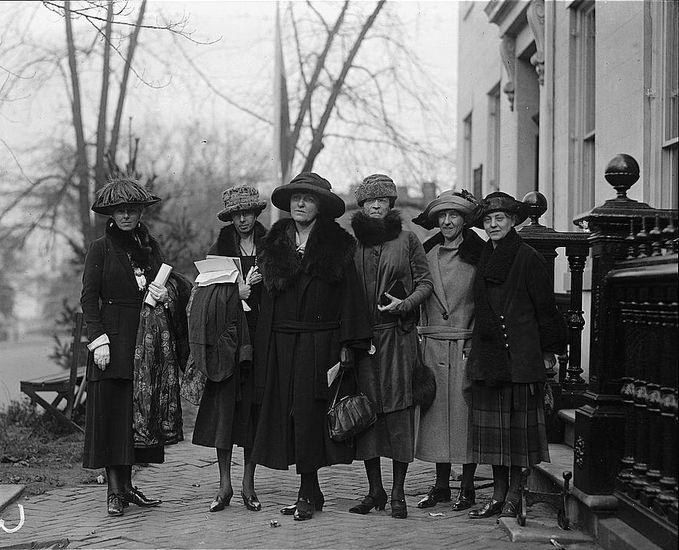
Donne di spicco alla conferenza sulla parità dei diritti al Woman's Party. Da sinistras: Agnes Morey, Brookline, Mass.; Katherine Morey, Brookline, Massachusetts e presidente statale del Partito della donna; Elsie Hill, Norwalk, Connecticut; Mary Dean Powell, DC; Emma Wold, Portland, Oregon; Mabel Vernon, Wilmington, Del., 1922

Nel 1914 si organizzò per l'Unione del Congresso, viaggiando attraverso gli Stati Uniti sudoccidentali e dirigendosi a nord attraverso la California prima di arrivare in Nevada. Un'abile raccolta fondi, alla quale diede una mano ad Anne Martin in Nevada, che stava lavorando per la NAWSA in una campagna referendaria. Dopo che la Martin ebbe un dibattito con il senatore Key Pittman, Anna Howard Shaw le scrisse una lettera arrabbiata accusandola di essere stata ingannata dalla Vernon e dalla CU. Verso la fine del 1915 la Vernon organizzò parate di saluto davanti a Sara Bard Field, che stava guidando una petizione con 500.000 firme in tutti gli Stati Uniti da presentare al presidente Woodrow Wilson a Washington
A un congresso del giugno 1916 a Chicago, le donne degli stati che avevano concesso loro il diritto di voto si riunirono per formare il National Woman's Party. Il Partito Democratico aveva adottato una tavola del suffragio che sosteneva i diritti dello stato di scegliere il suffragio, ma continuava a bloccare il suffragio nazionale. Frustrata da questa situazione, la Vernon interruppe il presidente Woodrow Wilson durante un discorso che stava tenendo alla dedica del tempio laburista a Washington il 4 luglio, chiedendo: "Signor presidente, se desidera sinceramente promuovere gli interessi di tutte le persone, perché ti opponi all'emancipazione nazionale delle donne?" Wilson respinse la domanda e quando la Vernon la ripeté in seguito, la polizia le ordinò di lasciare la riunione.
Vernon fu una delle principali organizzatrici della campagna delle Silent Sentinels che ebbe inizio il 10 gennaio 1917. Si assicurò che ci fossero abbastanza volontari each day ogni giorno davanti alla Casa Bianca. Vernon e Paul organizzarono giornate a tema a seconda della provenienza o della professione dei manifestanti. La loro strategia garantì una pressione costante che in 18 mesi vide partecipare migliaia di donne e che culminò nell'arrrsto di molte attiviste in quella che diventò nota come la "notte del terrore".
In un congresso del marzo 1917 si decise di unire il Congressional Union and the National Woman's Party. Dopo le votazioni Vernon fu nominata segretaria del NWP. Dopo l'annuncio del presidente Wilson dell'entrata degli Stati Uniti nella prima guerra mondiale, una commissione riuscì a ottenere un'udienza presidenziale sul suffragio femminile. Doris Stevens, nelle sue memorie Jailed for Freedom, scrisse di cone il presidente si commosse quando Mabel Vernon disse "Se il diritto di coloro che si sottomettono all'autorità di avere voce nel proprio governo è una causa così sacra per gli stranieri da costituire la ragione per la nostra entrata nella guerra internazionale in sua difesa, non vuole, signor Presidente, dare immediatamente aiuto al provvedimento presentato al Congresso che chiede l'autogoverno per le donne di questo paese?"
Vernon fu tra le prime sei donne arrestate durante un picchettaggio alla Casa Bianca, con l'accusa di "ostacolo al traffico". Furono giudicate colpevoli il 26 giugno 1917 e le furono comminate 3 mesi di carcere più una multa. Tutte quante si dichiararono innocentibe e si rifiutarono di pagare. Con l'approvazione del XIX emendamento negli anni '20 Vernon appoggiò le donne candidate al Congresso e si schierò a favore dell'Equal Rights Amendment.
Conseguì una laurea magistrale in scienze politiche alla Columbia University nel 1924.
La Vernon fu tra le prime sei donne arrestate durante un picchettaggio alla Casa Bianca, con l'accusa di "ostacolare il traffico". Furono processate e giudicate colpevoli il 26 giugno 1917 e a ciascuna fu ordinato di pagare una multa di 25$ o di trascorrere tre giorni in prigione. Tutte le donne insistettero sulla loro innocenza e si rifiutarono di pagare la multa. Dopo l'approvazione del diciannovesimo emendamento, durante gli anni '20, la Vernon sostenne le donne candidate al Congresso e fece pressioni a favore dell'emendamento sulla Equal Rights Amendmen (Parità dei diritti).
La Vernon andò alla Columbia University, dove conseguì un master in scienze politiche nel 1924.

### In età avanzata

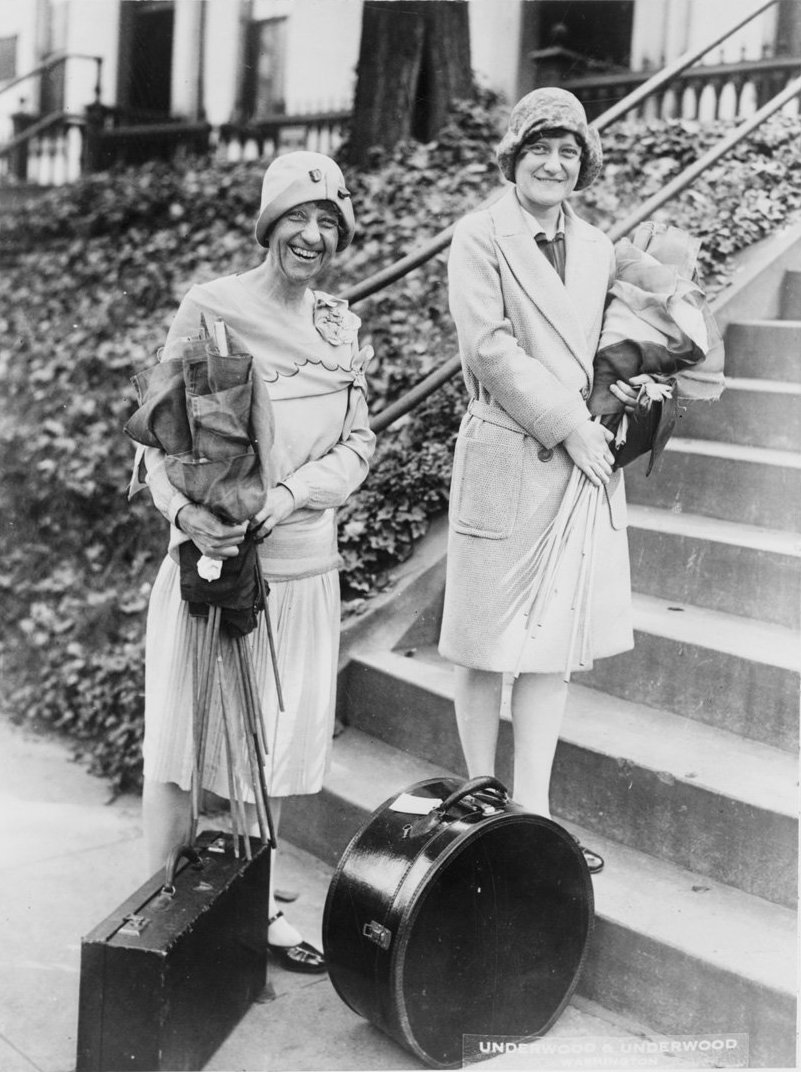
Underwood & Underwood Studios, New York City/LOC cph.3c11667. Miss Mabel Vernon, National Executive Secretary of the National Woman's party, and Miss Mary Moss Wellborn, 1928

Nel 1930 distolse la sua attenzione dal movimento delle donne per concentrarsi sulle relazioni internazionali e sulla pace. Era una sostenitrice dei diritti e del disarmo latinoamericani. Entrò a far parte della Women's International League for Peace and Freedom nel 1930. Fu direttrice del Peoples Mandate Committee per la pace interamericana e la cooperazione negli anni '40. È stata membro della delegazione interamericana alla fondazione delle Nazioni Unite.
A partire dal 1951 visse con la sua compagna Consuelo Reyes-Calderon a Washington. La Reyes-Calderon contribuì a Speaker for Suffrage and Petitioner for Peace (Speaker per il suffragio e richiedente la pace), un libro di memorie della Vernon. Altri collaboratori furono Hazel Hunkins-Hallinan, Fern S. Ingersoll e Rebecca Hourwich Reyher.
Nel film del 2004 Iron Jawed Angels fu interpretata da Brooke Smith. Tuttavia, il film non la ritrae mentre viene arrestata e imprigionata: invece, viene mostrata mentre gestisce il NWP durante l'incarcerazione di Alice Paul, compreso il lavoro con gli avvocati sugli appelli per le suffragette.
Mabel Vernon morì il 2 settembre 1975.